# Rectoria (la Vajol)
La Rectoria és una obra de la Vajol (Alt Empordà) inclosa a l'Inventari del Patrimoni Arquitectònic de Catalunya.

## Descripció
Edifici annexe a la portada de l'església de Sant Martí de la Vajol, de planta quadrada, i coberta a dues vessants. És un edifici amb paredat de pedres sense escairar, amb cantonades carreuades. Les oberutres també són carreuades, i la porta d'accés es troba sota un porxo, actualment arremolinat. La porta d'accés és carreuada, amb una gran llinda i descentrada respecte el porxo que la cobreix. A sobre d'aquest porxo hi ha una terrassa, que dona la primer pis de la casa.